# Rudebox (álbum)
Rudebox es el sexto álbum de estudio del inglés Robbie Williams, lanzado el 23 de octubre de 2006 en el Reino Unido. Inicialmente iba a llamarse 1974, el año de nacimiento de Robbie, y luego se pensó en Rudebox'74.
El álbum cuenta con las colaboraciones de William Orbit, Mark Ronson, Soul Melanik y dos con los Pet Shop Boys: "She's Madonna" y "We're the Pet Shop Boys". Lily Allen participa en los coros de las canciones "Bongo Bong and Je Ne T'Aime Plus" y "Keep On".
A pesar de las críticas dispares, el álbum alcanzó la primera posición en 14 países incluyendo el Reino Unido, Australia, Suiza, Alemania, México, Argentina, España, Italia y Finlandia, entre otros muchos. Fue certificado como disco de platino en el Reino Unido, triple disco de platino en Alemania, y disco de platino en Francia.
La canción "Dickhead" se incluye como pista oculta en varios países.

## Canciones
"Rudebox" es la canción que abre el disco y en consecuencia su sonido y temática. Es la canción más rapeada del disco, con un sonido electrónico que caracteriza al resto del disco y sin apenas capas de música. Fue lanzada como primer sencillo del disco y es la canción más exitosa del disco.
"Viva Life On Mars", la siguiente canción del disco es quizás, la que más se aleja del estilo del disco, llegando a un country-pop alejado de la electrónica. Es una canción un tanto repetitiva pero bastante tranquila y amena, que le dan al disco un toque bastante alegre tanto en la letra como en el ritmo. De todos modos, sigue la lírica del disco, que continúa en "Lovelight".
La siguiente canción del disco es quizás, la más explícita. Siguiendo el estilo electrónico, pero eliminando el rap tan característico del disco, "Lovelight" es más una canción de amor pop donde Robbie llega a las notas más altas del disco. Fue lanzada como segundo sencillo ganando una gran recepción tanto de la crítica como del público.
"Bongo Bong and J Ne T´aime Plus", una mezcla de temas de Manu Chao es fusionada para crear la que puede llegar a ser fácilmente la canción más original del disco. Robbie hace muestra de su rapeo una vez más esta vez con Lilly Allen en los coros y con las trompetas y loops electrónicos que decoran la canción haciéndola un guiño bastante extrovertido en el disco.
"She´s Madonna", una colaboración con los Pet Shop Boys en el disco lanzada como tercer sencillo, ocupa la pista número 5. Una canción tranquila que se acerca al dance, con influencias del electro y el pop. Bastante monótona, pero con un toque ambiental que la han convertido en la preferida de los fanes.
La extravagancia extrema vuelve a llegar de nuevo con "Keep On", donde Robbie rapea de nuevo y otra vez con Lilly Allen en los coros. Con influencia R&B, Keep On en considerada por muchos como uno de los mejores temas en el disco, apreciando especialmente su cambio tanto lírico como rítmico en los puentes de la canción.
"Good Doctor", un tema extraño y curioso donde Robbie mezcla unas frases habladas con pianos blues y distorsiones de sonido, con la letra refiriéndose a un doctor adicto a las drogas que se cree una estrella.
"The Actor" abre una trilogía en el disco que también incluye a "Never Touch That Switch" y "Burlesm Normals". Una canción oscura con una melodía pegadiza y con la electrónica que envuelve al disco una vez más presente.
"Never Touch That Switch", la canción más corta del disco, ocupa la pista número 9, donde un toque oriental inusual envuelve los sintetizadores y acordes de la canción, salvando un tema que bien podría ser uno más.
"Lousie", una colaboración con William Orbit en el disco, es elegida para seguir la temática amorosa del álbum, donde Robbie añora un amor perdido intentando recuperarlo. Una canción con un ritmo triste, pero alegre, combinando elementos dance con la música característica de Orbit.
"We´re the Pet Shop Boys", otra colaboración con los Pet Shop Boys en el disco, es elegida como la pista número 11, aclamada por muchos como el mejor tema del disco en todos los sentidos. La letra hace referencia a la banda, donde Robbie recrea una antuación de la misma en los 90.
"Burlesm Normals", un tema experimental, cierra la trilogía abierta anteriormente con The Actor. La oscuridad más tremenda vuelve de nuevo en este tema, donde finalmente desaparece. La letra es depresiva, al igual que el ritmo de la canción, compuesto por distorsiones lentas y un pulso pesado.
"Kiss Me", la canción más tecno, optimista y bailable del disco llega en la posición número 13, donde Robbie expresa sus sentimientos hacia una chica, diciéndole simplemente que le bese para expresarle su amor.
"The 80s", una canción referente a la década que le da nombre al tema, ocupa la pista 14, donde Robbie vuelve a sus tan habituales versos rapeados. La canción es por muchos la más aburrida del disco y que por descarte, sería la primera en eliminarse del disco, pero la crítica la valora como una de los mejores.
"The 90s", es el siguiente tema del disco. Al igual que en The 80s, Robbie rapea, pero el estribillo es mucho más apetecible y agradable que en The 80s y la música llena de esperanza envuelven el tema, convirtiéndolo en uno de los más destacables del álbum.
Como ha ocurrido anteriormente en los últimos discos de Robbie, la última canción del disco suele tener una temática reflexiva, seguida de minutos de silencio más una pista oculta ("Dickhead"). "Summertime", la última canción habla de un problema que tienen dos personas en verano y como este, a pesar de ser una tontería, rompe la relación al final. Producido por Orbit, de nuevo, la canción acaba con los suaves sonidos New Wave de Orbit y los susurros de Robbie desapareciendo poco a poco.

## Listado de canciones
| CD Álbum Europa (Chrysalis – 0094637704424) |                                                     |                                                                                                  |                               |          |  |
| N.º                                         | Título                                              | Escritor(es)                                                                                     | Productor(es)                 | Duración |  |
| 1.                                          | «Rudebox»                                           | R. Williams, D. Spencer, K. Andrews, B. Laswell, B. Collins, C. Aiken, R. Shakespeare, S. Dunbar | Soul Mekanik                  | 4:45     |  |
| 2.                                          | «Viva Life on Mars»                                 | R. Williams, D. Spencer, K. Andrews                                                              | Soul Mekanik                  | 4:51     |  |
| 3.                                          | «Lovelight»                                         | Lewis Taylor                                                                                     | Mark Ronson                   | 4:03     |  |
| 4.                                          | «Bongo Bong and Je Ne T'Aime Plus» (con Lily Allen) | Manu Chao                                                                                        | Mark Ronson                   | 4:48     |  |
| 5.                                          | «She's Madonna» (con Pet Shop Boys)                 | R. Williams, N. Tennant, C. Lowe                                                                 | Pet Shop Boys                 | 4:16     |  |
| 6.                                          | «Keep On»                                           | R. Williams, C. Heath, S. Duffy                                                                  | Mark Ronson                   | 4:19     |  |
| 7.                                          | «Good Doctor»                                       | R. Williams, J. Meehan                                                                           | Mark Ronson                   | 3:16     |  |
| 8.                                          | «The Actor»                                         | R. Williams, B. Christy, C. Russo                                                                | Brandon Christy & Craig Russo | 4:05     |  |
| 9.                                          | «Never Touch That Switch»                           | K. Andrews, D. Spencer                                                                           | Soul Mekanik                  | 2:47     |  |
| 10.                                         | «Louise»                                            | J. Callis, P. Wright, P. Oakey                                                                   | William Orbit                 | 4:47     |  |
| 11.                                         | «We're the Pet Shop Boys» (con Pet Shop Boys)       | My Robot Friend                                                                                  | Pet Shop Boys                 | 4:55     |  |
| 12.                                         | «Burslem Normals»                                   | R. Williams, D. Spencer, K. Andrews                                                              | Soul Mekanik                  | 3:50     |  |
| 13.                                         | «Kiss Me»                                           | S. Duffy                                                                                         | Joey Negro                    | 3:15     |  |
| 14.                                         | «The 80's»                                          | R. Williams, J. Meehan                                                                           | Jerry Meehan                  | 4:17     |  |
| 15.                                         | «The 90's»                                          | R. Williams, J. Meehan                                                                           | Jerry Meehan                  | 5:33     |  |
| 16.                                         | «Summertime»                                        | R. Williams, A. Genn                                                                             | William Orbit                 | 5:41     |  |
| 17.                                         | «Dickhead» (pista oculta)                           | R. Williams, J. Meehan                                                                           | Jerry Meehan                  | 4:09     |  |

## Posicionamiento en listas
| Listas (2006)                       | Máxima posición |
| ----------------------------------- | --------------- |
| Alemania (Offizielle Top 100)       | 1               |
| Argentina Albums (CAPIF)            | 1               |
| Australia (ARIA)                    | 1               |
| Austria (Ö3 Austria)                | 1               |
| Bélgica (Ultratop flamenca)         | 2               |
| Bélgica (Ultratop valona)           | 3               |
| Dinamarca (Hitlisten)               | 1               |
| España (PROMUSICAE)                 | 4               |
| Finlandia (Suomen Virallinen Lista) | 1               |
| Francia (SNEP)                      | 3               |
| Hungría (MAHASZ)                    | 3               |
| Italia (FIMI)                       | 1               |
| Nueva Zelanda (Recorded Music NZ)   | 14              |
| Noruega (VG-lista)                  | 8               |
| Países Bajos (Album Top 100)        | 2               |
| Polonia Albums (ZPAV)               | 17              |
| Portugal (AFP)                      | 23              |
| Reino Unido (UK Albums Chart)       | 1               |
| Suecia (Sverigetopplistan)          | 2               |
| Suiza (Schweizer Hitparade)         | 1               |
| Taiwán Albums (Five Music)          | 1               |